# 유럽바위종다리

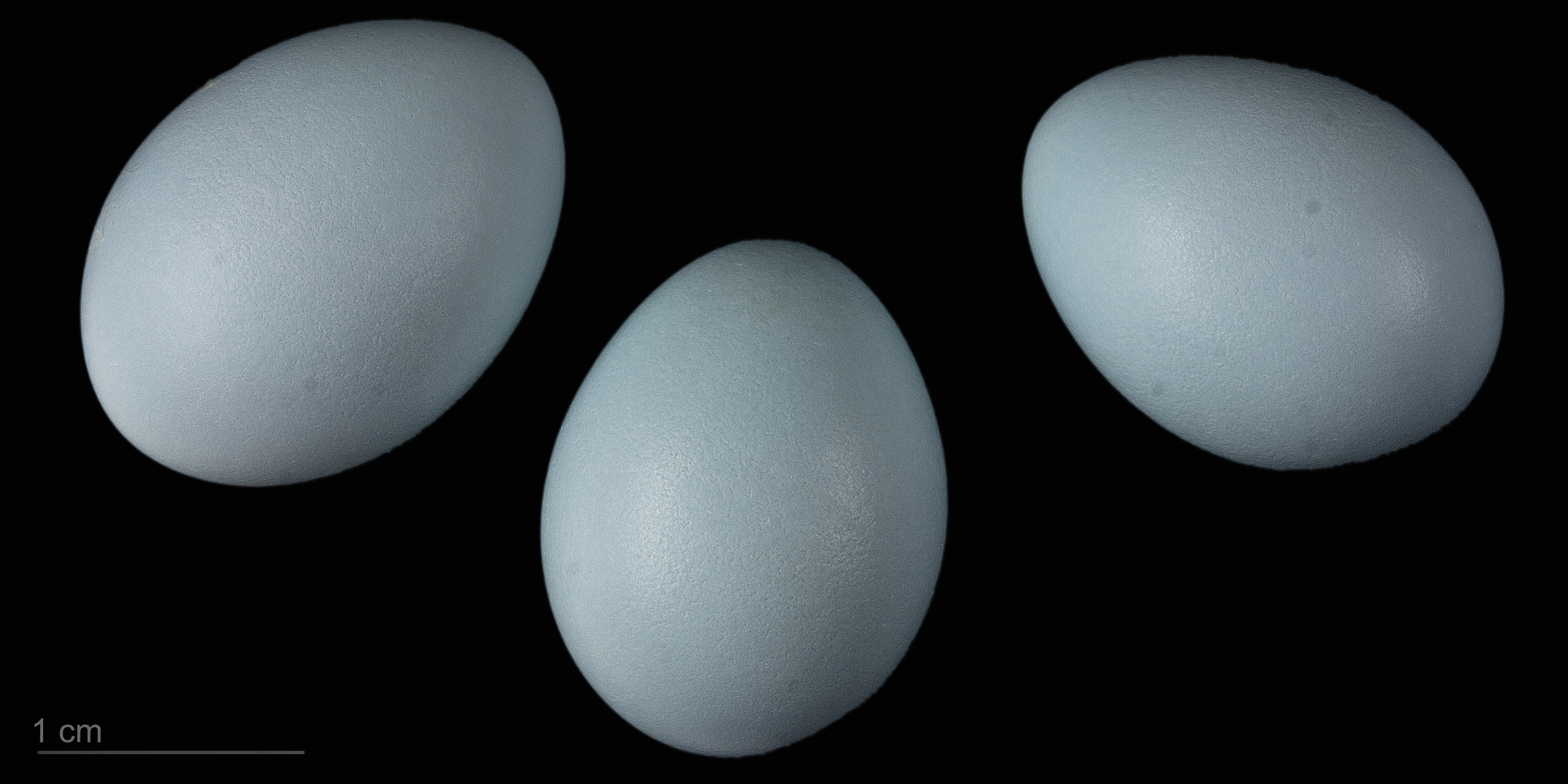
Prunella modularis modularis

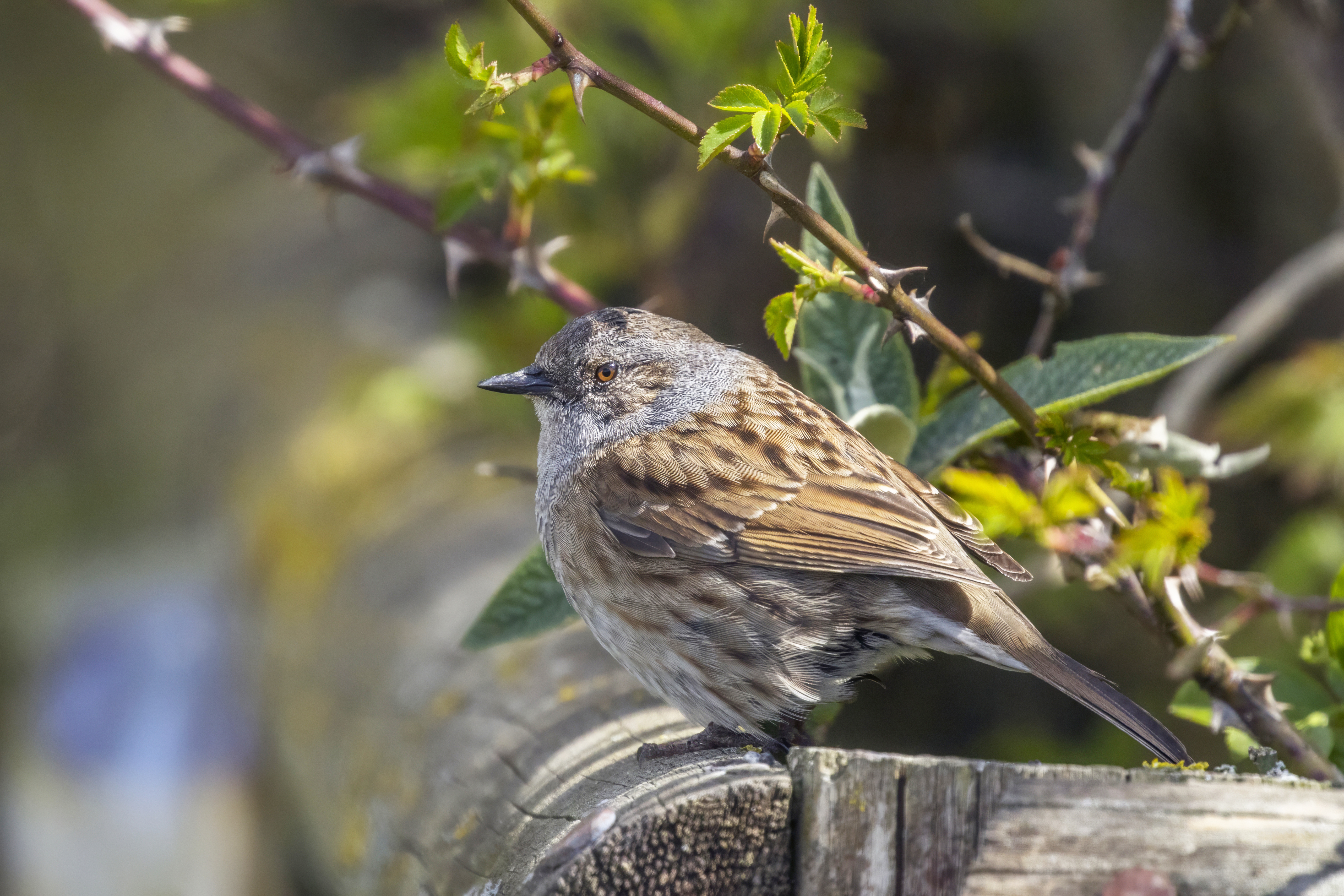

유럽바위종다리(Prunella modularis, Dunnock)는 따뜻한 유럽 지역에서 아시아쪽 러시아에 이르는 지역에서 볼 수 있는 크기가 작은 새이다. 유럽바위종다리는 뉴질랜드에 성공적으로 들어섰다.
길이는 보통 13.5~14센티미터이다. 아래쪽은 갈색이며 가늘고 뾰족한 부리를 갖고 있다. 성체의 머리는 회색이며 암컷과 수컷 모두 색이 비슷하다.

## 아종
8개의 아종이 식별된다:
- P. m. hebridium Meinertzhagen, R, 1934 – Ireland and the Hebrides  (west of Scotland)
- P. m. occidentalis (Hartert, 1910) – Scotland (except the Hebrides), England, Wales and west France
- P. m. modularis (Linnaeus, 1758) – north and central Europe
- P. m. mabbotti Harper, 1919 – Iberian Peninsula, south-central France and Italy
- P. m. meinertzhageni Harrison, JM & Pateff, 1937 – Balkans
- P. m. fuscata Mauersberger, 1971 – south Crimean Peninsula (north coast of the Black Sea)
- P. m. euxina Watson, 1961 – northwest and north Turkey
- P. m. obscura (Hablizl, 1783) – northeast Turkey, Caucasus and north Iran